# Tornafuèlha
Tornafuèlha (francès Tournefeuille) és un municipi francès situat al departament de l'Alta Garona i a la regió d'Occitània. L'any 1999 tenia 22.758 habitants.